# Bart Stupak

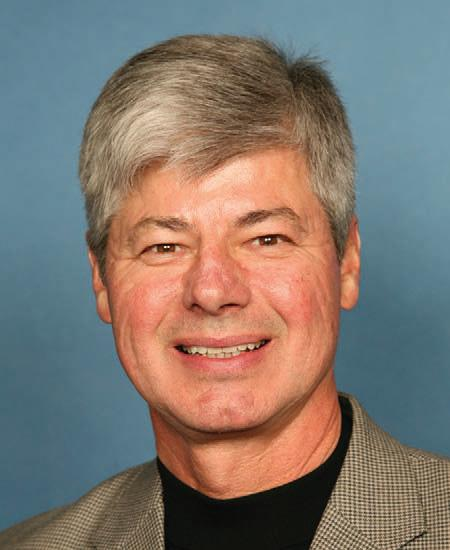
Bart Stupak

Bartholomew Thomas „Bart“ Stupak (* 29. Februar 1952 in Milwaukee, Wisconsin) ist ein Politiker der Demokratischen Partei der Vereinigten Staaten. Er war von 1993 bis 2011 Abgeordneter im US-Repräsentantenhaus und vertrat den Kongresswahlbezirk 1 in Michigan, der sich aus der gesamten Oberen Halbinsel und dem nördlichen Teil der Unteren Halbinsel von Michigan zusammensetzt.

## Leben
Bart Stupak wurde in Milwaukee, Wisconsin, geboren und schloss seine Schulbildung 1970 an der Gladstone High School in Gladstone, Michigan ab. Danach besuchte er bis 1972 das Northwestern Michigan College in Traverse City, wo er einen Associate Degree erwarb. Er begann im gleichen Jahr eine Tätigkeit zunächst als Polizist in Escanaba und von 1973 bis 1984 für die Michigan State Police. Während dieser Zeit absolvierte er einen Bachelorstudiengang in Criminal Justice an der Saginaw Valley State University, den er 1977 mit der Note magna cum laude abschloss, sowie ein Jurastudium an der Thomas M. Cooley Law School in Lansing, das er 1981 mit dem Erwerb des Juris Doctor erfolgreich beendete. Er war danach als Rechtsanwalt tätig.
Stupak lebt in Menominee, ist verheiratet und hat einen Sohn. Sein zweiter Sohn Bart jr. verübte im Mai 2000 Selbstmord, den die Familie zum Teil auf die Einnahme des Akne-Medikaments Accutane zurückführt.

## Politische Laufbahn
Von 1989 bis 1990 war Stupak Mitglied des Repräsentantenhauses von Michigan; danach entschied er sich für den Senat des Staates zu kandidieren, unterlag aber in der Vorwahl. 1992 kandidierte er in der Wahl für das US-Repräsentantenhaus im Kongresswahlbezirk 1 und gewann die Wahl gegen den republikanischen Gegenkandidaten Philip Ruppe. Seitdem konnte er den Sitz in jeder Wahl verteidigen. Er war zuletzt Mitglied folgender Ausschüsse:
United States House Committee on Energy and Commerce
- Subcommittee on Commerce, Trade and Consumer Protection
- Subcommittee on Communications, Technology and the Internet
- Subcommittee on Oversight and Investigation (Vorsitzender)

Am 9. April 2010 gab Stupak bekannt, bei den Wahlen zum US-Repräsentantenhaus im November 2010 nicht wieder anzutreten. Er schied am 3. Januar 2011 aus dem Kongress aus.

## Positionen
Bedingt durch die Lage des Wahlbezirks setzt sich Stupak besonders für den Schutz der Großen Seen ein und lehnt die Verschmutzung durch Abwassereinleitung sowie eine Freigabe der Förderung von Erdöl und Erdgas in diesem Bereich ab.
Beim Thema Abtreibung gilt der Katholik Stupak als einer der prominentesten Pro-Life-Aktivisten. Er ist Mitglied der Interessengruppe Democrats for Life of America und seine Kandidaturen wurden vom National Right to Life Committee, der größten Pro-life-Organisation in den Vereinigten Staaten unterstützt. In der Debatte um eine Reform des Gesundheitssystems unterstützte er den demokratischen Gesetzentwurf des Repräsentantenhauses (Affordable Health Care for America Act), machte seine Zustimmung aber von der Annahme eines als Stupak-Pitts Amendment bezeichneten Zusatzartikels abhängig, das die Finanzierung von Abtreibungen durch Bundesmittel mit wenigen Ausnahmefällen ausschloss (siehe Hyde Amendment). Letztlich stimmte Stupak aber im März 2010 dem durchgesetzten Senatsentwurf ohne Annahme eines Zusatzartikels zu. Präsident Obama bekam seine Stimme mit der Zusage, einen Erlass zu unterzeichnen, der die bisherige Politik der US-Regierung, keine Bundesmittel für Abtreibungen zu geben, bestätigte. Dafür erntete Stupak heftige Kritik und anonyme Morddrohungen von verschiedenen Pro-life-Gruppen und radikalen Abtreibungsgegnern.
Stupak unterhält in Washington, D.C. eine Wohnung im sogenannten C Street Center, einem Wohnhaus, das im Besitz der christlich-evangelikalen Organisation The Family ist. Er streitet jedoch eine über den Mietvertrag hinausgehende Beteiligung an den Aktivitäten dieser Organisation ab. Nach Recherchen des Journalisten Jeff Sharlet war er jedoch regelmäßiger Gast in The Cedars, einer anderen Niederlassung von The Family, woraus Sharlett schließt, dass Stupak weit mehr in diesem Netzwerk involviert sei, als er zugibt.